# Base operativa avanzata

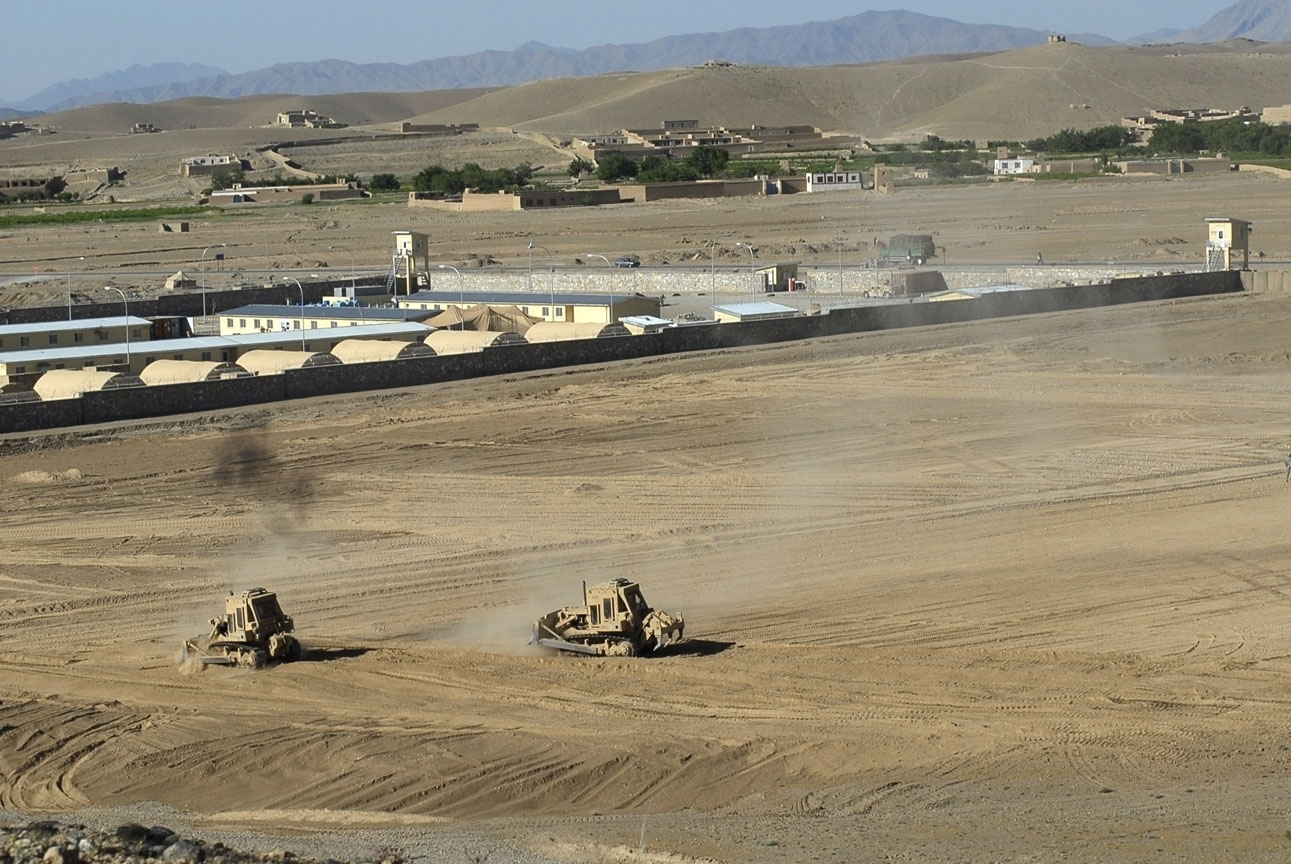
Base FOB Logar dell'esercito statunitense in Afghanistan.

Una base operativa avanzata conosciuta anche nella dicitura inglese "forward operating base" (FOB) è una struttura difensiva di una forza armata, comunemente conosciuta come base militare operativa, ed il suo ruolo è quello di assistere da vicino le operazioni tattiche. Una FOB può contenere anche piste di volo, ospedali militari, od altre strutture. 

## Caratteristiche
Le basi possono essere stabili, od anche non permanenti, in particolare nei teatri d'operazione, e quindi in questi casi vengono poi smantellate. Le basi avanzate sono tradizionalmente supportate dalla base militare principale, alla quale giungono le richieste per provvedere ad un rapido aiuto. Le FOB inoltre migliorano il tempo di reazione delle truppe, in modo da non doverle concentrare nella base madre.
Nella sua forma più basilare essa consiste di un anello di filo spinato con una via d'accesso fortificata. Basi più avanzate comprendono terrapieni, muri di cemento, cancelli, torri di avvistamento, bunker e altri tipi di protezioni statiche. Sono solitamente costruiti dal genio militare.